# Leptoiulus phylacifer
Leptoiulus phylacifer är en mångfotingart som beskrevs av Karl Wilhelm Verhoeff 1941. Leptoiulus phylacifer ingår i släktet Leptoiulus och familjen kejsardubbelfotingar. Inga underarter finns listade i Catalogue of Life.